# 816

## Eventos
- 22 de Junho - É eleito o Papa Estêvão V.
- Extinção de todas as marcas carolíngias a oeste dos Pirenéus.

## Mortes
- 12 de Junho - Papa Leão III